# Nerestský lom
Přírodní památka Nerestský lom se nachází na území okresu Písek necelý kilometr směrem na jihovýchod od obce Horosedly. Jedná se o dva opuštěné lomy na krystalický vápenec, na území menšího lomu zanikla těžba již v roce 1926, ve větším lomu začala těžba již v roce 1866 a skončila až přibližně v šedesátých letech 20. století. Nachází se v nadmořské výšce mezi 480 až 490 metry nad mořem.

## Předmět ochrany

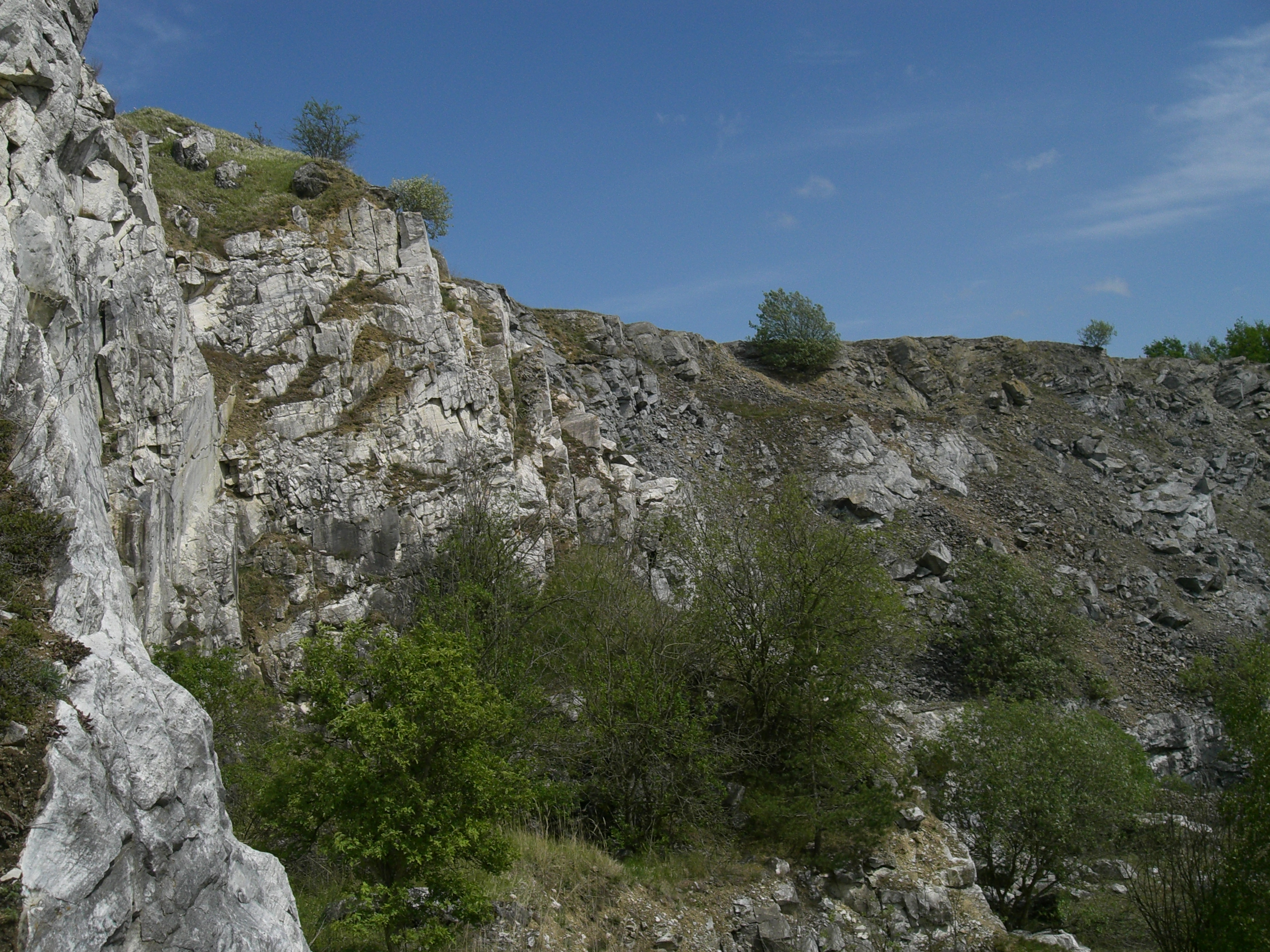
Strmé skály na severní straně, ve spodní části je vidět začátek druhého patra lomu.

Předmětem ochrany jsou geologická naleziště krystalického vápence s granodioritovými porfyry a amfibolity. Dále pak zachovalé menší krasové prostory, či jejich pozůstatky, které byly odkryty během těžby v oblasti, kde výskyt krasových jevů nebyl dříve předpokládán. Tyto krasové lokality jsou veliké několik metrů, ale jsou chudé na krasovou výzdobu.

## Přírodní poměry

### Geologie
Podloží přírodní památky tvoří krystalický vápenec s granodioritovými porfyry a amfibolity.

### Flóra
V oblasti se vyskytuje několik vzácných druhů rostlin, jako např. vratička měsíční (Botrychium lunaria), sasanka lesní (Anemone sylvestris), rozrazil rozprostřený (Veronica prostrata), violka písečná (Viola rupestris), sesel roční (Seseli annuum), voskovka menší (Cerinthe minor), hlaváč fialový (Scabiosa columbaria), tolice nejmenší (Medicago minima), černohlávek velkokvětý (Prunella grandiflora), hvozdíček prorostlý (Petrorhagia prolifera), turan pozdní (Erigeron muralis), dejvorec velkoplodý (Caucalis lappula) a řada jiných. Výskyt hořce brvitého (Gentianopsis ciliata) a pryšce drobného (Euphorbia exigua) neby již řadu let potvrzen.

### Fauna
Vyskytují se zde i ohrožené druhy zvířat a to převážně z řad obojživelníků jako například blatnice skvrnitá (Pelobates fuscus), skokan zelený (Pelophylax esculentus), kuňka žlutobřichá (Bombina variegata), čolek velký (Triturus cristatus) a čolek obecný (Triturus vulgaris). Z plazů je zde možno pozorovat druhy jako je ještěrka obecná (Lacerta agilis), užovka obojková (Natrix natrix) či slepýš křehký (Anguis fragilis). V lokalitě se vyskytují i ptáci v podobě výr velký (Bubo bubo), kavky obecné (Corvus monedula) či bělořita šedého (Oenanthe oenanthe).